# K. J. Wright
Kenneth Bernard Wright, Jr.  (* 23. Juli 1989 in Memphis, Tennessee) ist ein ehemaliger US-amerikanischer American-Football-Spieler auf der Position des Outside Linebackers. Er spielte von 2011 bis 2020 für die Seattle Seahawks in der National Football League (NFL). Im NFL Draft 2011 wurde er von den Seahawks als 99. Spieler ausgewählt. Nach der Saison 2013 gewann er mit den Seahawks den Super Bowl XLVIII. Zuletzt stand Wright bei den Las Vegas Raiders unter Vertrag.

## NFL
Nach seiner Verpflichtung war Wright zwei Spiele der Ersatzmann für Aaron Curry. Nachdem dieser jedoch eine Interception fallen ließ, bekam Wright die Starter-Position. In den Saisons 2012 bis 2014 spielte Wright in 44 von 48 Spielen. 2013 und 2014 erreichte er mit seiner Mannschaft zweimal den Super Bowl, konnte aber nur den ersten gewinnen. 
2014 verpflichteten die Seahawks Wright für vier Jahre bei einem Gehalt von insgesamt 27 Millionen US-Dollar, was ihm zum zweitbestbezahlten Linebacker der NFL machte. 2016 stellte er Karriere-Bestmarken in Tackles (126), Sacks (4,0) und Tackles for loss (12) auf. Zudem wurde er erstmals in den Pro Bowl gewählt. 2017 erzielte er 108 Tackles und fing eine Interception. Er konnte jedoch zum ersten Mal in seiner Karriere in der gesamten Saison keinen Sack erzielen. 2018 spielte er aufgrund einer Knieverletzung nur in fünf Spielen. Im März 2019 gaben ihm die Seahawks einen Zweijahresvertrag über 15,5 Millionen US-Dollar.
Am 6. September 2021 nahmen die Las Vegas Raiders Wright unter Vertrag. Für die Raiders bestritt er 8 von 17 Spielen als Starter und setzte 51 Tackles. Am 27. Juli 2022 unterschrieb er für einen Tag bei den Seattle Seahawks, um als Spieler der Seahawks seine Karriere zu beenden.